# Januar 2008
Portal Geschichte | Portal Biografien | Aktuelle Ereignisse | Jahreskalender | Tagesartikel

◄ |
20. Jahrhundert |
21. Jahrhundert

◄ |
1970er |
1980er |
1990er |
2000er
| 2010er | 2020er | 2030er | ►

◄ |
2004 |
2005 |
2006 |
2007 |
2008
| 2009 | 2010 | 2011 | 2012 | ►

◄ |
Oktober 2007 |
November 2007 |
Dezember 2007 |
Januar 2008 |
Februar 2008 |
März 2008 |
April 2008 |
►
Dieser Artikel behandelt tagesbezogene Nachrichten und Ereignisse im Januar 2008.

## Tagesgeschehen

### Dienstag, 1. Januar 2008

Einführung der Umweltzonen

Die Rückseite der zyprischen 1-Euro-Münze

- Berlin/Deutschland: Das Briefmonopol in Deutschland fällt vollständig, die Vorratsdatenspeicherung sowie das neue Versicherungsvertragsgesetz treten in Kraft.[1][2][3]
- Berlin, Hannover, Köln/Deutschland: In drei Städten sind in der Innenstadt nur noch Kraftfahrzeuge (Kfz) erlaubt, die die Auflagen der Verordnung zur Kennzeichnung der Kfz mit geringem Beitrag zur Schadstoffbelastung erfüllen, sofern jene für die Fahrzeugklasse definiert sind. Es handelt sich um die ersten drei Umweltzonen in Deutschland.[4]
- Bern/Schweiz: In der Neujahrsansprache ruft der Schweizer Bundespräsident Pascal Couchepin zur Versöhnung auf und thematisiert den Klimawandel.[5][6]
- Liverpool / Vereinigtes Königreich, Stavanger / Norwegen: Die britische Stadt Liverpool und Stavanger in Norwegen sind die diesjährigen Europäischen Kulturhauptstädte.[7]
- Ljubljana/Slowenien: Mit Slowenien übernimmt erstmals eines der Beitrittsländer der EU-Erweiterung 2004 den EU-Ratsvorsitz.[8]
- New York / Vereinigte Staaten: Burkina Faso, Costa Rica, Kroatien, Libyen und Vietnam werden neue nichtständige Mitglieder im Sicherheitsrat der Vereinten Nationen.[9]
- Nikosia/Zypern, Valletta/Malta: Die Länder Malta und Zypern führen den Euro als offizielle Landeswährung ein. Damit gilt der Euro in 15 EU-Ländern als offizielle Währung. Der Euro gilt jedoch nicht in der Türkischen Republik Nordzypern als gesetzliches Zahlungsmittel.[10][11]
- Pulheim/Deutschland: Der letzte deutsche Veteran des Ersten Weltkriegs ist tot. Erich Kästner erblickte vor 107 Jahren und neun Monaten das Licht der Welt und wurde im Juli 1918 eingezogen.[12]

### Mittwoch, 2. Januar 2008
- Addis Abeba/Äthiopien: Die Afrikanische Union will nach der umstrittenen Präsidentenwahl und Wahlfälschungsvorwürfen und den Unruhen in Kenia eingreifen.[13]
- Islamabad/Pakistan: Die für den 8. Januar 2008 angesetzte Parlamentswahl in Pakistan wird auf den 18. Februar verschoben. Leiter der Wahlkommission Qazi Mohammed Farooq begründet diesen Entscheid mit dem Chaos nach der Ermordung von Oppositionsführerin Benazir Bhutto.[14]

### Donnerstag, 3. Januar 2008

Wahlmänner pro Bundesstaat bei den US-Präsidentschaftswahlen im November 2008

- Des Moines/Vereinigte Staaten: Im US-Bundesstaat Iowa beginnen die Vorwahlen der Demokraten und Republikaner für die Präsidentschaftswahl 2008.
- Sri Jayewardenepura/Sri Lanka: Die Regierung kündigt den Waffenstillstand mit den LTTE-Rebellen, welcher im Februar 2002 unterzeichnet worden war.[15]
- Vereinigte Staaten: 16 US-Staaten verklagen die Regierung Bush, nachdem die US-Umweltbehörde EPA am 19. Dezember 2007 einen Entschluss zur Regelung des CO2-Ausstoßes des Bundesstaats Kalifornien abgelehnt hatte. Neben Kalifornien sind auch die Staaten Massachusetts, Arizona, Connecticut, Delaware, Illinois, Maine, Maryland, New Jersey, New Mexico, New York, Oregon, Pennsylvania, Rhode Island, Vermont und Washington Kläger.[16]

### Freitag, 4. Januar 2008
- Berlin/Deutschland: Das Arbeitsgericht Berlin hat eine Klage der Vereinigung der kommunalen Arbeitgeberverbände gegen die Gewerkschaften ver.di und dbb tarifunion auf Anwendung der Meistbegünstigungsklausel abgewiesen. Damit wird die Frage der Arbeitszeitverlängerung in den Kommunen wohl in der Tarifrunde 2008 im öffentlichen Dienst entschieden.[17]
- Karlsruhe/Deutschland: Nach der Entscheidung des Bundesgerichtshofs (BGH) von heute sind die Gegner des G-8-Gipfels weder Mitglieder einer terroristischen Vereinigung, noch Mitglieder in einer kriminellen Vereinigung. Die Razzia der Generalbundesanwaltschaft im Mai 2007 gegen 40 Wohnungen und Einrichtungen der sogenannten autonomen Szene in sechs Bundesländern wurden als rechtswidrig erklärt. Generalbundesanwältin Monika Harms steht nun in der Kritik, ihre Kompetenzen überschritten zu haben.[18]

### Samstag, 5. Januar 2008

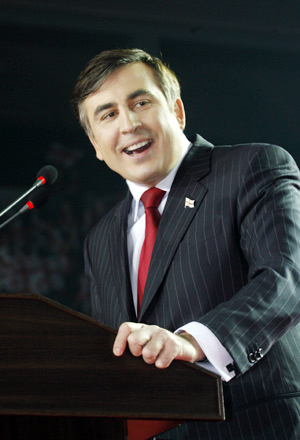
Micheil Saakaschwili

- Neapel/Italien: Nachdem der Präsident des Ministerrats Romano Prodi persönlich die Öffnung einer alten Mülldeponie in der Region Kampanien und die Beseitigung der öffentlichen Müllberge angeordnet hat, kommt es zu erheblichen Protesten und Ausschreitungen.[19]
- New York/Vereinigte Staaten: Nachdem das Medienunternehmen Time Warner erklärt hat, künftige Filmproduktionen sollen nur noch auf Blu-ray Disc erscheinen, wird das als Sieg im Formatkrieg über die HD DVD betrachtet.
- Tiflis/Georgien: Nach den vorgezogenen Präsidentschaftswahlen in Georgien 2008 erklärt sich Ex-Staatspräsident Micheil Saakaschwili vorzeitig zum Sieger.

### Sonntag, 6. Januar 2008

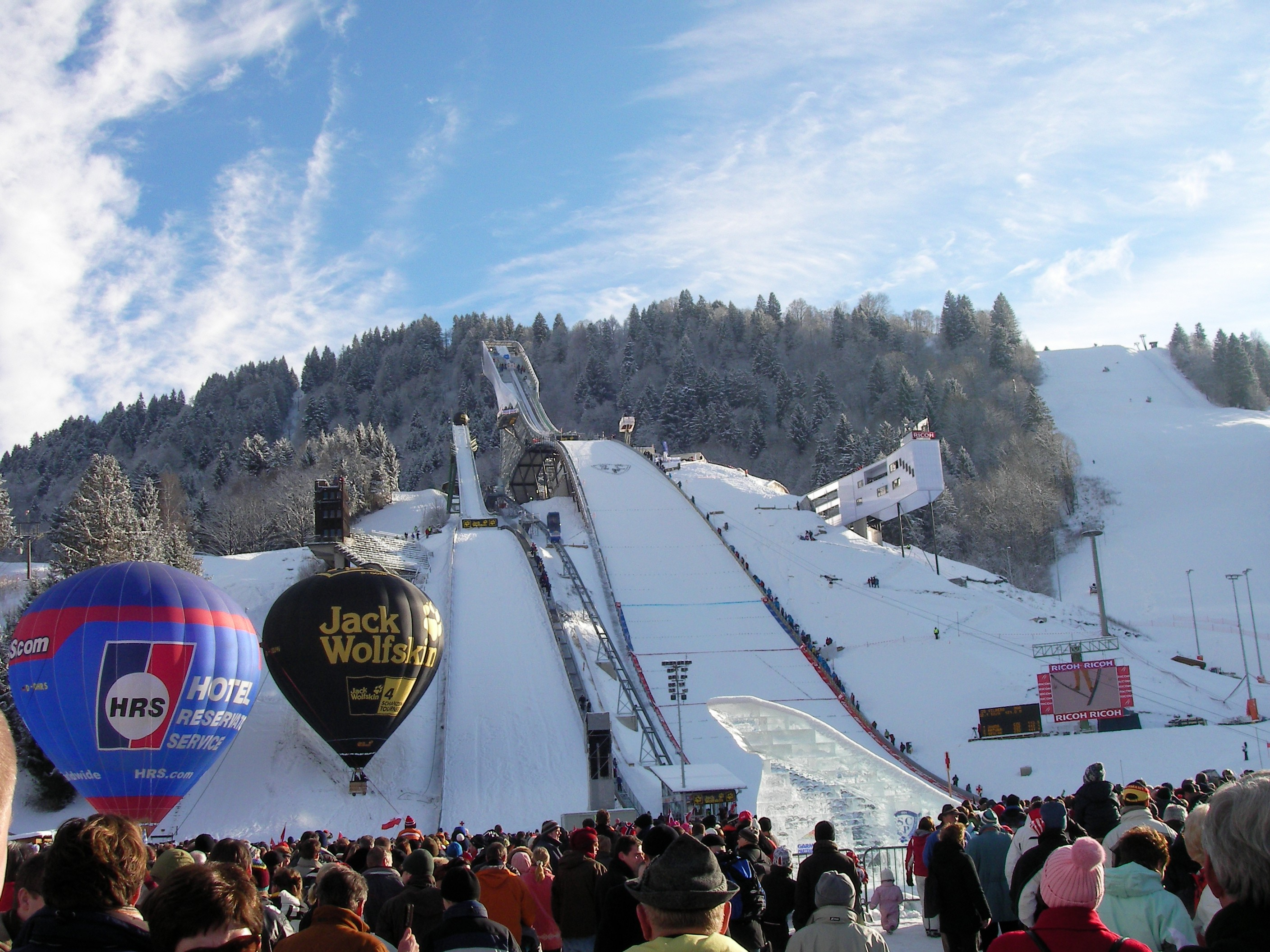
56. Vierschanzentournee (Garmisch-Partenkirchen)

- Bischofshofen/Österreich: Der Skispringer Janne Ahonen gewinnt nach seinem letzten Sprung auf der Paul-Außerleitner-Schanze die 56. Vierschanzentournee. Es ist der fünfte Gesamtsieg des Finnen, damit ist er alleiniger Rekordsieger.[20]
- Stuttgart/Deutschland: Beim traditionellen Dreikönigstreffen der Freien Demokratischen Partei (FDP) geht es um ein Thesenpapier des Ex-Vorsitzenden Wolfgang Gerhardt und um Kritik am Bundesvorsitzenden Guido Westerwelle.

### Montag, 7. Januar 2008
- Wiesbaden/Deutschland: Der Chaos Computer Club stellt einen Antrag auf Erlass einer einstweiligen Verfügung gegen den Einsatz von Wahlcomputern bei der Landtagswahl in Hessen 2008.[21]

### Dienstag, 8. Januar 2008
- Berlin/Deutschland: Die Debatte um Roland Koch und sein Wahlkampfthema Jugendkriminalität spitzt sich zu. Der Zentralrat der Juden hält dem Ministerpräsidenten von Hessen eine Nähe zu Themen der NPD vor. Der CDU-Mann fordert drastische Maßnahmen gegen „kriminelle junge Ausländer“. Der Generalsekretär des Zentralrates Stephan J. Kramer sieht „erste Anzeichen, dass vor allem die NPD und andere rechtsextreme Gruppen die Debatte nutzen“.[22]
- London/Vereinigtes Königreich: Kenias Oppositionsführer Raila Odinga eröffnet gegenüber dem Rundfunkveranstalter BBC, dass er mit dem Präsidentschaftskandidaten der Demokraten Barack Obama verwandt ist und im Austausch stehe. Auf der Agenda Odingas steht eine Verhandlungslösung mit Präsident Mwai Kibaki.[23]

### Mittwoch, 9. Januar 2008
- Braunschweig/Deutschland: Im Prozess um die VW-Korruptionsaffäre ist heute Ex-Konzernchef und Aufsichtsratschef Ferdinand Piëch als Zeuge vor dem Landgericht in Braunschweig geladen. Die Korruption wurde im Juli 2005 bekannt. Aus der Firmenleitung des Volkswagen-Konzerns heraus sind Mitglieder des Betriebsrates mit finanziellen Zuwendungen, Luxusreisen und Dienstleistungen von Prostituierten bestochen und in ihren Entscheidungen korrumpiert worden. Angeklagt sind die Personalmanager Klaus-Joachim Gebauer und der ehemalige Chef des Betriebsrats Klaus Volkert. Piëch soll nach seiner Rolle bei den Bonuszahlungen befragt werden.[24]

### Donnerstag, 10. Januar 2008

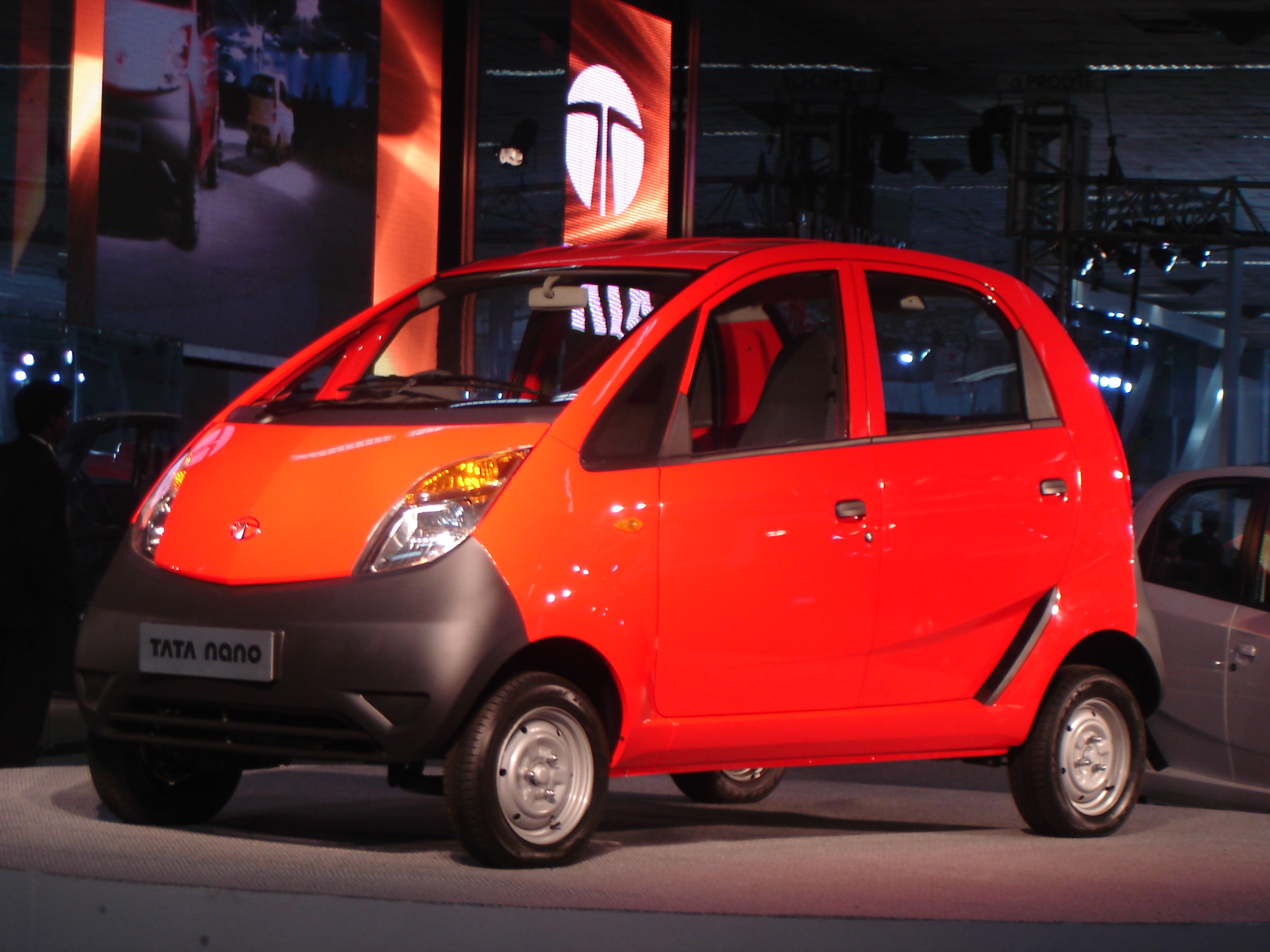
Tata Nano

- Köln/Deutschland: Ein Bericht des Politmagazins Monitor über die Anrechnung der Auszahlungen aus der Riester-Rente auf die Grundsicherung nach dem Zwölften Buch Sozialgesetzbuch sorgt für großes Aufsehen[25].
- Neu-Delhi/Indien: Auf der New Delhi Auto Expo Automobilausstellung präsentiert der indische Manager Ratan Tata von der Tata-Gruppe seinen Volkswagen – den Tata Nano. Er soll ab September 2008 für etwa 100.000 Rupien (1700 €) mit zunächst einer Viertel-, später einer ganzen Million Stück auf den indischen Automarkt gebracht werden. Er ist damit der billigste Kleinstwagen der Welt.[26]
- Nürnberg/Deutschland: Ein kleines Eisbärenbaby im Tiergarten Nürnberg sorgt schon für ähnliches mediales Interesse, wie im Januar 2007 Eisbär Knut im Zoologischen Garten Berlin.[27]
- Ramallah/Palästinensische Autonomiegebiete: George W. Bush trifft zu seinem 1. Staatsbesuch bei Präsident Mahmud Abbas in seinem Amtssitz, der Muqataa in Ramallah ein. Bush hofft, dass es zu einem Friedensabkommen im Nahostkonflikt zwischen Palästina und Israel noch während seiner Amtszeit kommen werde. Dazu müsse Israel allerdings seine illegalen Siedlungen im Westjordanland aufgeben.[28]

### Freitag, 11. Januar 2008
- Bern/Schweiz: In einem Radiointerview gab Ex-Bundesrat Christoph Blocher bekannt, dass es „eher ausgeschlossen“ sei, dass Blocher Nachfolger für SVP-Präsidenten Ueli Maurer sein wird. Am Abend gab die Schweizerische Volkspartei bekannt, dass höchstwahrscheinlich Toni Brunner Nachfolger für den Präsidenten Ueli Maurer werden wird.[29][30]
- München/Deutschland: Der FC Bayern München gab überraschend die Verpflichtung des ehemaligen Fußballnationaltrainers Jürgen Klinsmann zum 1. Juli 2008 bekannt.[31]
- Potsdam/Deutschland: Die erste Tarifrunde 2008 im öffentlichen Dienst ist ohne Annäherung zwischen Gewerkschaften und Bund und Kommunen ausgegangen.[32]

### Samstag, 12. Januar 2008
- Berlin/Deutschland: Bundeskanzlerin Angela Merkel bekommt von Bundespräsident Horst Köhler im Schloss Bellevue das Bundesverdienstkreuz für ihre hervorragenden Verdienste um die BR Deutschland verliehen.[33]
- Taipeh/Taiwan: Bei den Wahlen zum Legislativ-Yuan in der Republik China (Taiwan) erleidet die regierende Demokratische Fortschrittspartei (DPP) eine schwere Niederlage gegen die oppositionelle und chinafreundliche Nationalpartei Kuomintang (KMT), die 81 von 113 Mandaten und damit eine Zweidrittelmehrheit im Legislativ-Yuan hat. Der für eine Eigenständigkeit Taiwans eintretende Präsident Chen Shui-bian (DPP) nannte das Wahlergebnis den schlimmsten Rückschlag in der Geschichte der DPP und trat mit sofortiger Wirkung als Parteichef der DPP zurück.[34]
- Wuppertal/Deutschland: Die Bundestagsverwaltung fordert von der Partei Die Grauen aufgrund ihres Spendenskandals ca. 8,5 Mio. Euro an staatlichen Zuschüssen zurück.[35]

### Sonntag, 13. Januar 2008
- Beverly Hills/Vereinigte Staaten: Bei der 65. Verleihung der Golden Globe Awards setzen sich als beste Kinoproduktionen des vergangenen Jahres Joe Wrights Drama Abbitte und Tim Burtons Musical Sweeney Todd – Der teuflische Barbier aus der Fleet Street durch. Die Bekanntgabe der Gewinner erfolgte aufgrund des Streiks der US-Drehbuchautoren dieses Mal nur im Rahmen einer Pressekonferenz, auf das übliche Galadinner wurde verzichtet.[36]

### Montag, 14. Januar 2008

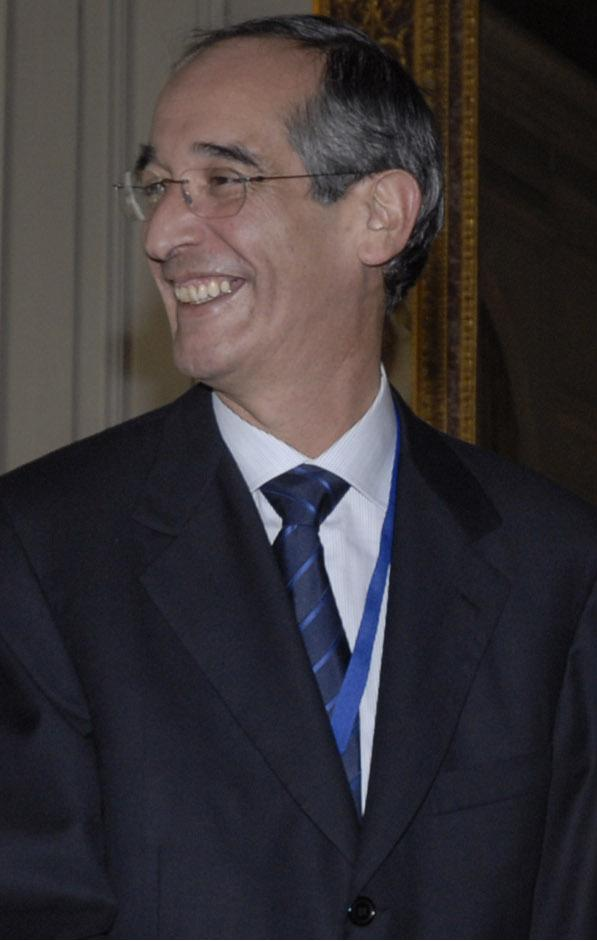
Álvaro Colom

- Guatemala-Stadt/Guatemala: Álvaro Colom Caballeros wird als erster sozialdemokratischer Präsident Guatemalas vereidigt.[37]

### Dienstag, 15. Januar 2008
- Berlin/Deutschland: Nach Mitteilung der Bundesregierung wurde erstmals seit 1969 für das Haushaltsjahr 2007 ein ausgeglichener Haushaltsplan für Deutschland erreicht und die Staatsverschuldung nicht weiter erhöht.[38]
- Madrid/Spanien: Die Allianz der Zivilisationen hat ihr erstes großes Forum in Madrid. Politiker, wie Ban Ki-moon, Solana, Erdoğan und Zapatero treffen sich dort mit Vertretern von Stiftungen, Jugendorganisationen und Medien, um Extremismusbekämpfungen zu beschließen. Auch Paulo Coelho, Antonio Banderas, George Clooney und Angelina Jolie werden erwartet.[39]
- Rom/Italien: Aufgrund von Protesten italienischer Studenten und Professoren sagt Benedikt XVI. einen geplanten Besuch des Papstes an der Universität La Sapienza ab.[40]
- Vereinigte Staaten: Die Vereinigten Staaten rutschen nach Aussage des ehemaligen Vorsitzenden der US-Notenbank Federal Reserve, Alan Greenspan, in eine Rezession.[41]

### Mittwoch, 16. Januar 2008

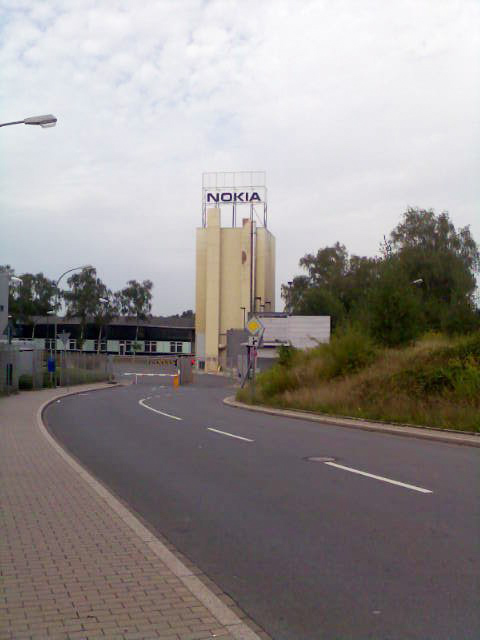
Nokia-Werk Bochum

- Berlin/Deutschland: Im Norden Afghanistan sollen im April 250 Soldaten einer schnellen Eingreiftruppe der Bundeswehr 250 Soldaten der Norwegischen Streitkräfte der ISAF ablösen. Dabei kann es auch zu Kampfhandlungen gegen die Taliban kommen.
- Bochum/Deutschland: Nachdem der finnische Telekommunikationskonzern Nokia die baldige Schließung seines Bochumer Werkes angekündigt hatte, erklärte sich NRW-Ministerpräsident Jürgen Rüttgers solidarisch mit den Beschäftigten. Er forderte Nokia auf, seine Verlagerungspläne in einen neuen Industriepark in der rumänischen Gemeinde Jucu (Kreis Cluj) zu überdenken.
- Dschenin/Palästinensische Autonomiegebiete: Bei einem Militäreinsatz töten israelische Soldaten bei Dschenin Walid Obeidi (38 Jahre), einen Anführer der radikalen Palästinenserorganisation Islamischer Dschihad.
- Gazastreifen/Palästinensische Autonomiegebiete: Bei einem Militäreinsatz töten israelische Truppen im Gazastreifen 19 Palästinenser.[42]

### Donnerstag, 17. Januar 2008
- Arnsberg/Deutschland: Das Verwaltungsgericht Arnsberg erklärt die Besoldung der Beamten in Nordrhein-Westfalen durch zahlreiche Kürzungen seit 2003 für verfassungswidrig. Daher wird es eine konkrete Normenkontrolle beim Bundesverfassungsgericht beantragen.[43]
- Berlin/Deutschland: Aufgrund erheblich gestiegener Energie- und Heizkostenpreise fordert Bundesbauminister Wolfgang Tiefensee (SPD) eine Einbeziehung der Heizkosten und damit eine deutliche Erhöhung des Wohngeldes.[44] Bundesfinanzminister Peer Steinbrück lehnt eine Erhöhung des Wohngeldes jedoch ab.[45]
- Espoo/Finnland: Der Nokia-Konzern lehnt einen Gesprächswunsch des NRW-Ministerpräsidenten Jürgen Rüttgers über die Zukunft des Werkes Bochum ab. Damit werden 2.300 Nokia-Beschäftigte und über 2.000 Beschäftigte von Zeitarbeitsunternehmen und Logistikunternehmen arbeitslos werden.[46]
- Köln/Deutschland: Das Verwaltungsgericht Köln erklärt eine Beobachtung von Bodo Ramelow, Bundestagsabgeordneter der Fraktion Die Linke durch das Bundesamt für Verfassungsschutz für rechtswidrig.[47]
- Mülheim/Deutschland: Bei Bauarbeiten im Stadtkern wurde eine britische Bombe aus dem Zweiten Weltkrieg entdeckt. Sie wird am 18. Januar gegen 10 Uhr entschärft. 2200 Menschen wurden in Sicherheit gebracht, unter anderem aus dem Hauptbahnhof und einem Altenheim.
- Vereinigte Staaten: US-amerikanische Forscher haben nach eigenen Angaben erstmals einen Embryo aus Hautzellen geklont.[48]

### Freitag, 18. Januar 2008
- Berlin/Deutschland: Die Deutsche Bahn AG (DB) übernimmt die britische Eisenbahngesellschaft Laing Rail und steigt damit in den Schienenpersonennahverkehr im Vereinigten Königreich ein, u. a. in den Außenbezirken von London. Für den Erwerb wendet die DB nach externer Schätzung 170 Millionen Euro auf.[49]
- Berlin/Deutschland: Bundesforschungsministerin Annette Schavan (CDU) spricht sich im Namen der Bundesregierung gegen therapeutisches Klonen aus.[50]
- Dortmund/Deutschland: Das Landgericht erklärt Erhöhungen der Gaspreise seitens der RWE Westfalen-Weser-Ems AG aus den Jahren 2003–2005 für unwirksam.[51]

### Samstag, 19. Januar 2008
- Bern/Schweiz: Bei einer nachträglich unbewilligten Demonstration gegen das World Economic Forum in Davos sind nebst dem Organisator auch rund 200 Personen festgenommen worden. Zu einer friedlichen Anti-WEF-Kundgebung kam es in St. Gallen, die unter anderem von der Grünen, der jungen Grünen und der Jungsozialistischen Partei organisiert wurde.[52][53]
- Düsseldorf/Deutschland: Die Wassersportmesse Boot startet auf dem Gelände der Messe Düsseldorf mit fast 1.700 Ausstellern aus 57 Ländern.

### Sonntag, 20. Januar 2008
- Accra/Ghana: Die 26. Fußball-Afrikameisterschaft 2008 wird mit dem Spiel Ghana gegen Guinea eröffnet. Es endet mit einem 2:1-Sieg der Gastgeber.[54]
- Belgrad/Serbien: In Serbien finden Präsidentschaftswahlen statt; dem Amtsinhaber Boris Tadić und dem Ultranationalisten Tomislav Nikolić werden die größten Chancen eingeräumt.[55]
- Carson City/Vereinigte Staaten: Bei den Vorwahlen zur US-Präsidentschaft in Nevada konnten Mitt Romney und Hillary Clinton die meisten Stimmen für sich verbuchen.[56]
- Havanna/Kuba: Bei den Wahlen zur Asamblea Nacional del Poder Popular, dem kubanischen Parlament standen den 8,4 Millionen Kubanern genau 614 Abgeordnete der Kommunistischen Partei Kubas (PCC) zu Wahl. Die Regierung rechnet mit einer Wahlbeteiligung von 95 Prozent. Gewählt wurde auch Fidel Castro, der seit 18 Monaten krankheitsbedingt sein Amt als Staatspräsident nicht mehr ausüben kann.[57]
- Limburg/Deutschland: Franz-Peter Tebartz-van Elst wird in sein Amt als Bischof von Limburg eingeführt.[58]

### Montag, 21. Januar 2008
- Frankfurt am Main/Deutschland, Zürich/Schweiz: Der Aktienindex DAX fällt im Tagesverlauf um mehr als 7 % von 7.292,68 Punkten auf ein Tagestief von 6.762,77 Punkten. Aufgrund der US-Immobilienkrise und der Bankenkrise werden vor allem Bankentitel verkauft. Die Werte der gelisteten Unternehmen sinken in der Summe um mehr als 50 Milliarden Euro. Händler sprechen von „Panik“, „Ausverkauf“ und von einem „Schwarzen Montag“ (Börsenkrach). Ähnlich ergeht es dem Swiss Market Index (SMI) an der Swiss Exchange in Zürich, der mit einem Minus von 5,26 % abschließt. Er fällt von 7.691,98 Punkten auf 7.287,14 Punkte.[59][60]
- Gazastreifen/Palästinensische Autonomiegebiete: Als Reaktion auf den anhaltenden Raketenangriffe der israelischen Stadt Sderot mit Kassam-Raketen durch die Hamas aus dem nördlichen Gazastreifen hat Israel zunächst am Freitag Mittag die Grenzübergänge zum Gazastreifen gesperrt und die Treibstofflieferungen eingestellt. Nachdem das einzige Ölkraftwerk bei Gaza seine Stromproduktion am Sonntag, den 20. Januar 2008 ab 20:00 Uhr einstellen musste, kam es zunächst zu einem großen Stromausfall im Gazastreifen. Israel und die Hamas-Regierung unter Ismail Haniyya machten sich gegenseitig für den Stromausfall verantwortlich.[61] Aufgrund der humanitären Katastrophe im Gazastreifen und des internationalen Protestes kündigte die israelische Regierung am Nachmittag eine Öffnung der Grenzen und Wiederaufnahme der Hilfslieferungen in den Gazastreifen an. Auch die Stromlieferungen, die 70 Prozent des Strombedarfes ausmachen, sollten wieder aufgenommen werden.[62]
- Gelsenkirchen/Deutschland: Bei den Tarifverhandlungen für die ca. 85.000 Beschäftigten der Stahlindustrie in Nordrhein-Westfalen, Niedersachsen und Bremen fordert die IG Metall acht Prozent mehr, mindestens 100 Euro im Monat.[63]

### Dienstag, 22. Januar 2008
- Frankfurt am Main/Deutschland: Nach dem Börsenkrach am Montag fallen der Nikkei 225 der Tokioter Börse um fast 6 Prozent und der BSE Sensex der Bombay Stock Exchange um über 8 Prozent, so dass der Handel in Bombay ausgesetzt wird. Demgegenüber steigen die Aktienkurse an der Frankfurter Wertpapierbörse und in der Schweiz schon wieder leicht an; der DAX steht auf 6.750 Punkten, der Swiss Market Index fällt zwar kurzzeitig unter 7.000 Punkten, schließt aber den Tag mit einem Plus von 2,76 % ab.
- Rom/Italien: Nachdem Justizminister Clemente Mastella den Rückzug seiner Partei UDEUR aus dem Parteienbündnis L’Unione erklärt hat, steuert das Kabinett von Ministerpräsident Romano Prodi auf eine neue Regierungskrise zu.[64]
- Straßburg/Frankreich: Der Europäische Gerichtshof für Menschenrechte entscheidet, dass in den Mitgliedsstaaten des Europarates homosexuelle Personen das Recht haben, ein Kind zu adoptieren. Das Urteil besagt, dass alle Gesetze und Regelungen, die die Genehmigung einer Adoption aufgrund der homosexuellen Orientierung der Adoptionswilligen ablehnen, gegen den Art. 14 Europäische Menschenrechtskonvention (EMRK) verstoßen.[65]

### Mittwoch, 23. Januar 2008
- Hannover/Deutschland: Vor der Landtagswahl in Niedersachsen am 27. Januar 2008 (Infos) treten die beide Spitzenkandidaten Christian Wulff (CDU) und Wolfgang Jüttner (SPD) in einem politischen Fernsehduell des Norddeutschen Rundfunks gegeneinander an.[66]
- München/Deutschland: Der Bundesfinanzhof hält die Neuregelung der Entfernungspauschale ab 2007 für verfassungswidrig (Verfahren VI R 17/07 + VI R 27/07). Daher hat er die Verfahren zur Prüfung an das Bundesverfassungsgericht weiter geleitet.[67]

### Donnerstag, 24. Januar 2008
- Ankara/Türkei: Im Kopftuchstreit haben sich die regierende AKP und die nationalistische MHP auf ein Ende des Kopftuchverbotes an Hochschulen geeinigt. AKP und MHP argumentieren, Millionen von Kopftuchträgerinnen in der Türkei dürften nicht länger mit einem Bildungsverbot bestraft werden.[68]
- Nairobi/Kenia: Kofi Annan, ehemaliger Generalsekretär der Vereinten Nationen, hat die beiden verfeindeten Kandidaten für die Präsidentschaftswahlen 2007 Mwai Kibaki und Raila Odinga wieder an einen Verhandlungstisch gebracht.[69]
- Paris/Frankreich: Die Großbank Société Générale muss Spekulationsverluste von 4,9 Milliarden Euro einräumen, die durch Spekulationen des kleinen Händlers Jérôme Kerviel verursacht wurden.[70]
- Potsdam/Deutschland: In der zweiten Runde der Tarifverhandlungen im Öffentlichen Dienst bietet der Bundesminister des Innern Wolfgang Schäuble eine Einkommenserhöhung um 5 % in drei Stufen bei einer Erhöhung der Wochenarbeitszeit von 38,5 auf 40 Wochenstunden an. Der Tarifvertrag soll eine Laufzeit von zwei Jahren haben.[71]

### Freitag, 25. Januar 2008
- Gaza/Palästinensische Autonomiegebiete: An der Grenze zwischen Ägypten und dem Gazastreifen kommt es zu chaotischen Zuständen. Palästinenser sprengen in die Grenzbefestigung Löcher und fliehen nach Ägypten, wo sie Lebensmittel einkaufen.[72]

### Samstag, 26. Januar 2008
- Columbia/Vereinigte Staaten: Barack Obama gewinnt mit 55 % in South Carolina den zweiten Bundesstaat bei den Vorwahlen zur Präsidentschaftswahl in den Vereinigten Staaten 2008, Hillary Clinton kommt nur auf 27 %, John Edwards auf 18 %.[73]

### Sonntag, 27. Januar 2008

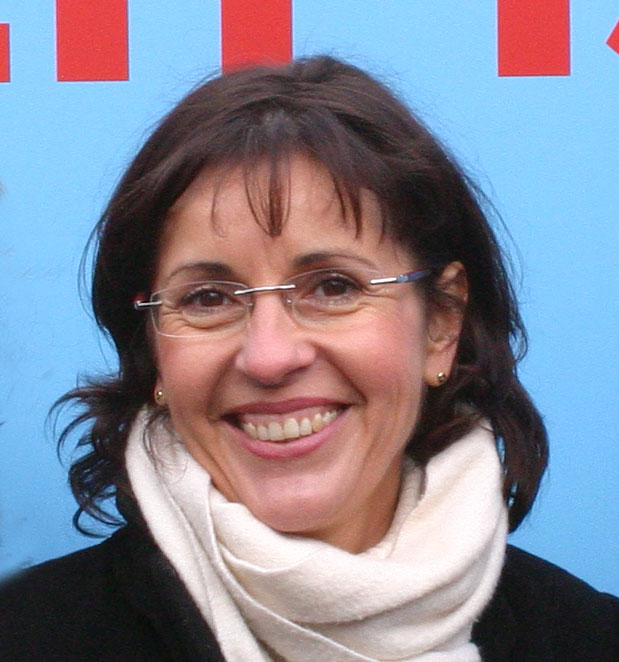
Andrea Ypsilanti

- Hannover/Deutschland: Bei den Wahlen zum Landtag in Niedersachsen wird der amtierende Ministerpräsident Christian Wulff wieder gewählt. Nach dem vorläufigen amtlichen Endergebnis erhält die CDU 42,5 Prozent (48,3 Prozent 2003) (68 Sitze), die SPD 30,3 Prozent (33,4 % – 48 Sitze), die FDP 8,2 Prozent (8,1 % – 13 Sitze), Bündnis 90/Die Grünen 8,0 Prozent (7,6 % – 12 Sitze) und Die Linke 7,1 Prozent (0 % – 11 Sitze). Damit ist der Linkspartei erstmals neben Hessen gelungen in zwei westdeutsche Landesparlamente einzuziehen.[74]
- München/Deutschland: Die Vereinigung Damische Ritter erntet Kritik für ihren Karnevalsumzug am internationalen Gedenktag des Holocausts.[75][76]
- Österreich: Im Osten Österreich wütete das Sturmtief Paula, wobei die Schäden ein Mehrfaches von Orkan Kyrill erreichten.
- Wiesbaden/Deutschland: bei den Wahlen zum Landtag in Hessen muss der amtierende Ministerpräsident Roland Koch eine erhebliche Niederlage von 12 Prozent einstecken. Nach dem amtlichen Endergebnis erhält die CDU 36,8 Prozent (48,8 Prozent 2003) (42 Sitze), die SPD 36,7 Prozent (29,1 % – 42 Sitze), die FDP 9,4 Prozent (7,9 % – 11 Sitze), Bündnis 90/Die Grünen 7,5 Prozent (10,1 % – 9 Sitze) und Die Linke 5,1 Prozent (0 % – 6 Sitze). Während die CDU Hessen mit 12 Prozent den größten Verlust eingestehen musste, hat die SPD Hessen trotz Zuwächsen von 7,6 Prozent ihr zweitschlechtestes Ergebnis in Hessen eingefahren. Der Linkspartei ist nach vorläufigem Endergebnis der Einzug in den Hessischen Landtag mit 5,1 % gelungen. Die Regierungsbildung wird dadurch äußerst schwierig, weil sowohl eine schwarz-gelbe Koalition unter Ministerpräsident Roland Koch, als auch eine rot-grüne Koalition unter Andrea Ypsilanti, ohne eigene Mehrheit wäre. Daher möchte Andrea Ypsilanti eine sogenannte Ampelkoalition (rot-gelb-grün) bilden.[77]

### Montag, 28. Januar 2008
- Traunstein/Deutschland: Nach dem Einsturz der Eislauf- und Schwimmhalle Bad Reichenhall beginnt heute vor dem Landgericht der Prozess gegen vier Angeklagte.[78]

### Dienstag, 29. Januar 2008
- Tallahassee/Vereinigte Staaten: Hillary Clinton und John McCain gewinnen die Präsidentschaftsvorwahlen in Florida.[79]

### Mittwoch, 30. Januar 2008
- China: In China stürzt ein harter Wintereinbruch weite Landesteile in ein Schneechaos.[80]
- New York/Vereinigte Staaten: Der republikanische Bewerber Rudy Giuliani beendet seine Kandidatur für das Präsidentenamt.[81]

### Donnerstag, 31. Januar 2008
- Kenia: Erneut wurde mit David Anamoi ein Oppositionspolitiker in Kenia bei den andauernden Unruhen ermordet.[82]
- Mittelmeer: Ein Schaden an Internettiefseekabeln im Mittelmeer führt zum umfangreichen Ausfall des Internets im Nahen Osten und in Südasien.[83]

## Weblinks

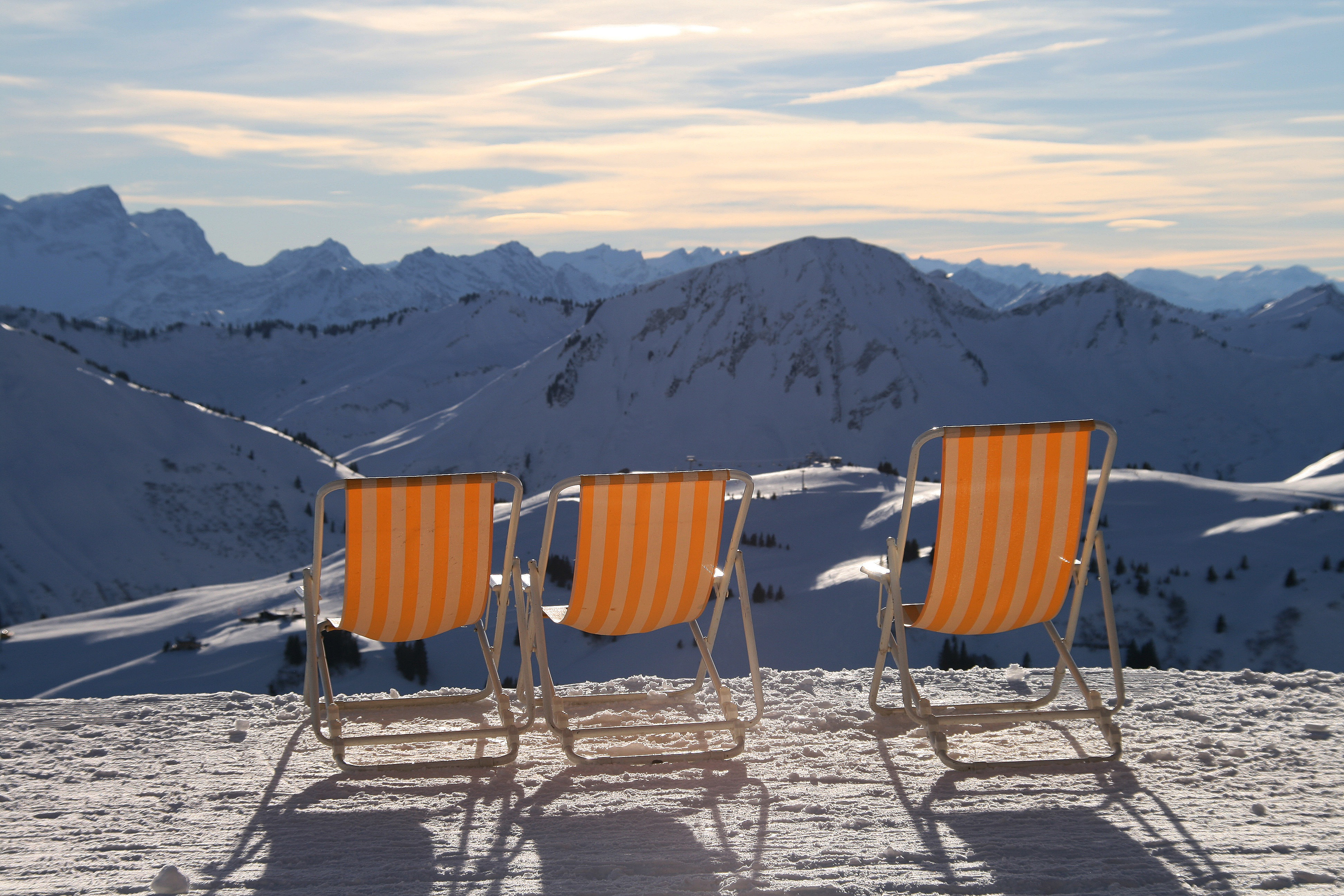
Vorarlberg im Januar 2008